# Блажевич, Слава
Слава Блажевич (сербохорв. Слава Блажевић / Slava Blažević; 18 декабря 1919, Госпич — 14 февраля 1999, Загреб) — югославский врач, участница Народно-освободительной войны Югославии, генерал-майор санитарной службы ЮНА.

## Биография
Родилась 18 декабря 1919 года в Госпиче, окончила начальную школу и младшие классы гимназии. С 1937 года училась в Белграде на медицинскую сестру.
В 1941 году Слава бросила учёбу и бежала в родную Лику после начала войны. Примкнула к югославским партизанам, служила медсестрой в батальоне имени Марко Орешковича и 3-м Ликском партизанском отряде (в первое время была единственной медсестрой). В конце 1941 года находилась на Каменском при штабе Группы ликских партизанских отрядов, читала курсы оказания медицинской помощи с доктором Славой Четкович-Очко.
В июле 1942 года после образования 1-й ликской ударной бригады была назначена референтом санитарного отделения в 1-м батальоне. Позднее занимала пост руководителя и политрука партизанских госпиталей, с 1943 года занимала пост политрука больницы на Биелих-Потоках.
После войны она продолжила службу в Югославской народной армии, в 1949 году окончила медицинский факультет Белградского университета по специальности «врач-пульмонолог». Была главврачом Загребской военной больницы. Вместе с Розой Папо была одной из двух женщин-генералов Югославской народной армии.
Скончалась 14 февраля 1999 года в Загребе, где была и похоронена. Награждена рядом орденов и медалей, в том числе медалью Партизанской памяти.